# Дени Групер
Дени Групер (на иврит: דני גרופר) е израелски професионален футболист, който играе за Лудогорец.

## Кариера
Професионалната му кариера започва през 2018 г. в тима на Апоел (Афула). През следващата година подписва 3 годишен договор с Апоел Тел Авив, където играе до 2022 г. През 2022 г. подписва с българския Лудогорец. С тях става шампион за сезон 2021/22.

## Успехи
Лудогорец (Разград)
- Първа лига : 2021/22.